# Amanita ceciliae
Amanita ceciliae là một loài nấm thuộc chi Amanita trong họ Amanitaceae. Loài này được Miles Joseph Berkeley và Christopher Edmund Broome miêu tả khoa học lần đầu tiên năm 1854, và được Cornelis Bas đặt danh pháp khoa học năm 1984.
Mũ loài nấm này màu nâu, đường kính từ 5–12 cm; cuống nấm dài khoảng 7–18 cm.